# Euchromius anapiellus
Euchromius anapiellus là một loài bướm đêm trong họ Crambidae.